# Mont Hélicon
Pour les articles homonymes, voir Hélicon.
Le mont Hélicon (en grec ancien : Ἑλικών / Helikṓn, en grec moderne : Ελικώνας / Elikṓnas, littéralement « la montagne tortueuse », de ἕλιξ / hélix, « spirale, zigzag ») est un massif montagneux de Béotie, en Grèce, culminant à 1 748 mètres.

## Sommets

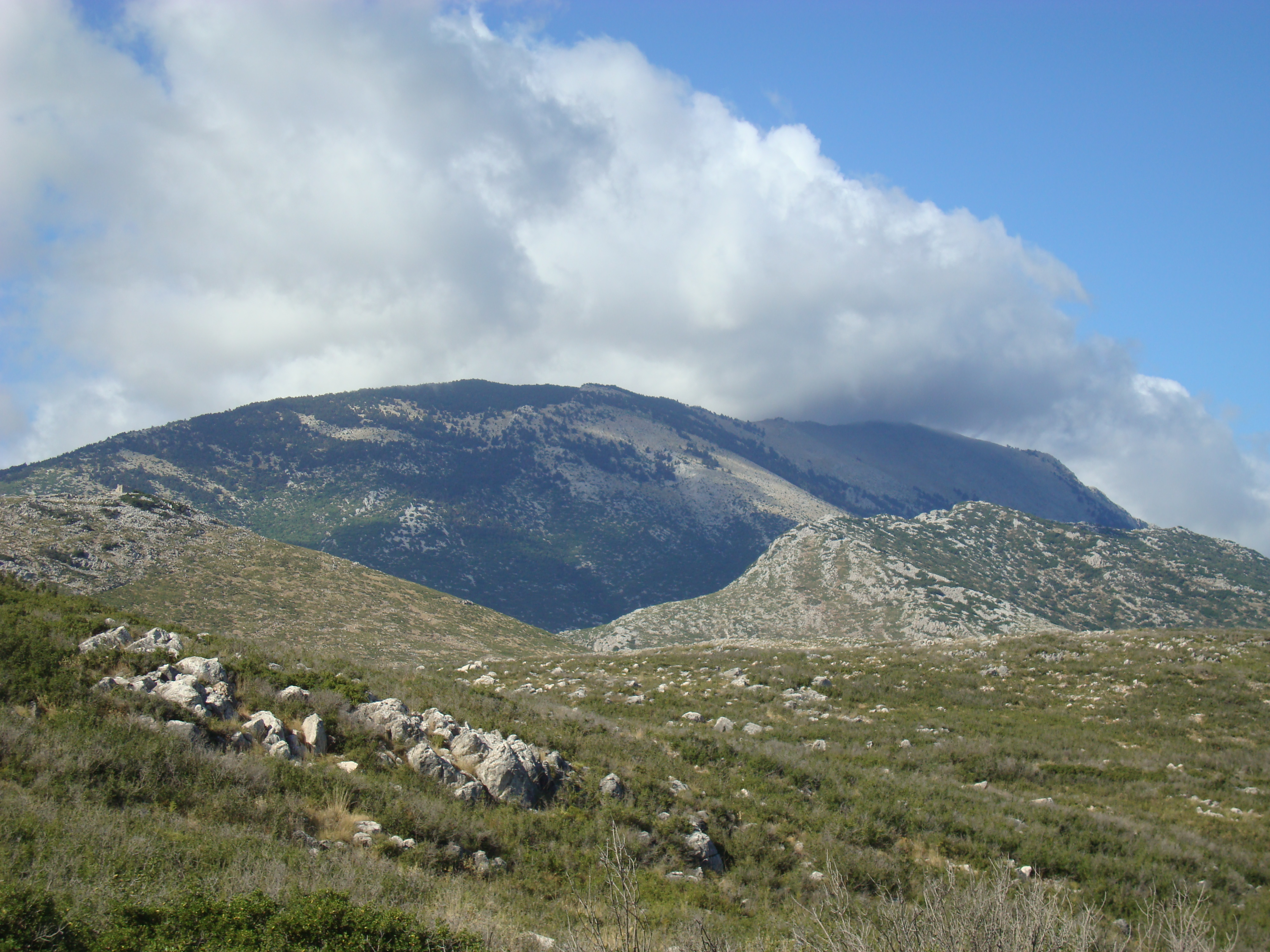
Le sommet Zagaras (1525 m) du mont Hélicon.

Le massif compte 16 sommets dépassant les 1 000 mètres, dont la Palaiovouna (1 748 m), le Tsiveri (1 560 m), la Megali Loutsa (1 548 m), la Motsava ou Zagaras (1 525 m), et le Sorias (1 523 m).

## Mythologie et histoire

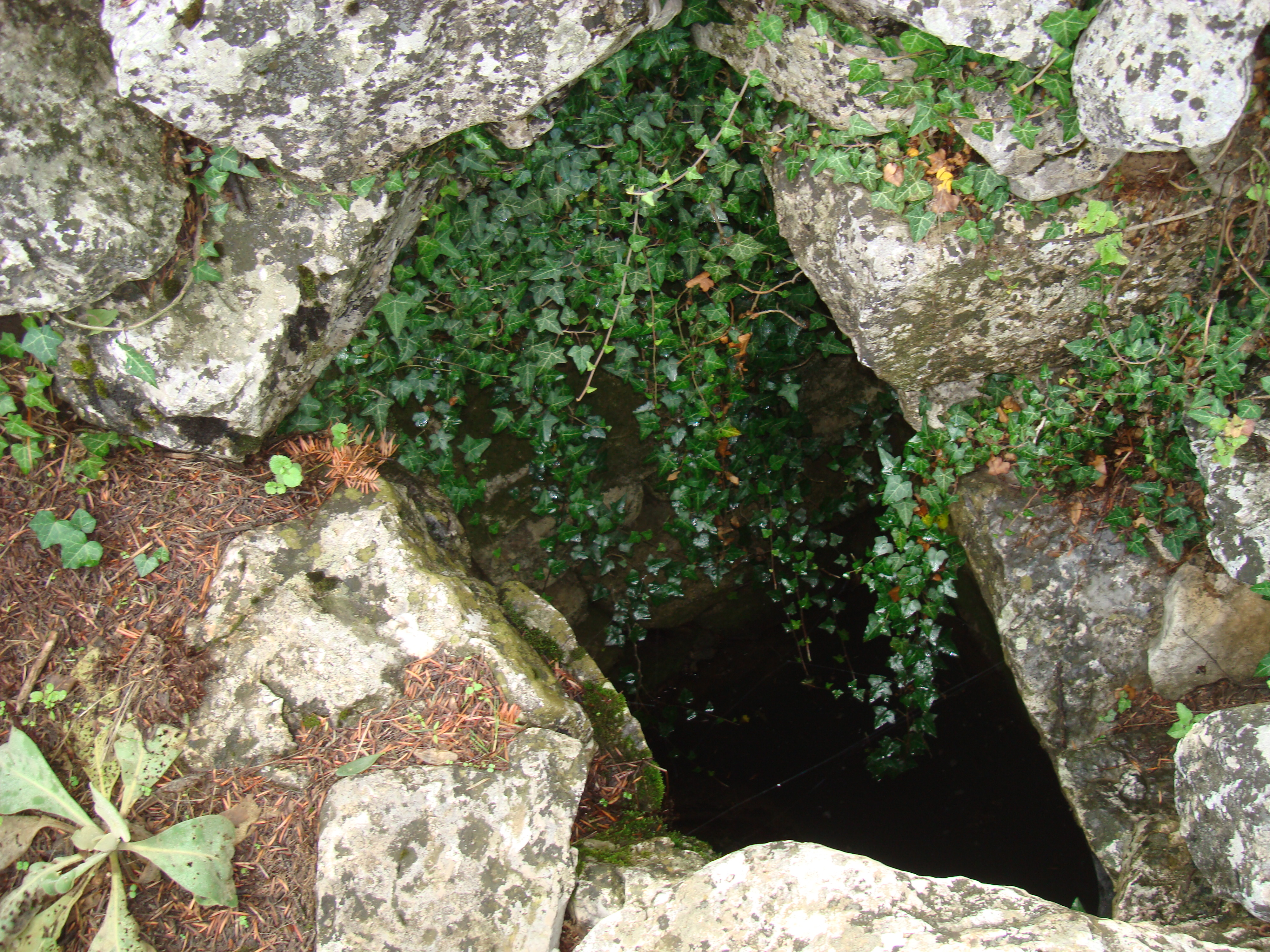
La source Hippocrène, située sur le mont Hélicon.

L'Hélicon était cette « divine montagne » dont parle Hésiode, d'où avait jailli la source Hippocrène sous un coup de sabot de Pégase, le cheval ailé de Poséidon. Célébré comme l'une des deux retraites des Muses avec le mont Parnasse, il comportait un ancien sanctuaire, le Muséion, sur le versant nord-est du mont, non loin de la cité de Thespies. Il fut pillé par Constantin Ier, et ses statues furent enlevées et placées à Constantinople.
Les muses inspirèrent à Hésiode tandis qu'il gardait les moutons, sa Théogonie, laquelle s'ouvre par cette invocation :

« Pour commencer, chantons les Muses héliconiennes, reines de l'Hélicon, la grande et divine montagne. Souvent, autour de la source aux eaux sombres et de l'autel du très puissant fils de Cronos, elles dansent de leurs pieds délicats. Souvent aussi, après avoir lavé leur tendre corps à l'eau du Permesse ou de l'Hippocrène ou de l'Olmée divin, elles ont, au sommet de l'Hélicon, formé des chœurs beaux et charmants, où ont voltigé leurs pas. »

— (trad. Paul Mazon)
L'Hélicon était connu pour être le lieu de séjour préféré d'Apollon et de son cortège de Muses. Il y jaillissait les fontaines d'Hippocrène et d'Aganippé.